# Jaboukie Young-White
Jaboukie Young-White, född 24 juli 1994 i Chicago, Illinois, är en amerikansk skådespelare.
Young-White har bland annat medverkat i TV-serien Only Murders in the Building (2021-2022). Han har även medverkat i filmerna En annorlunda värld från 2022 och Ruby – Havsmonstret  från 2023.

## Filmografi (i urval)
- 2019 – Someone Great
- 2021–2022 – Only Murders in the Building (TV-serie)
- 2022–2023 – Rap Sh!t (TV-serie)
- 2022 – En annorlunda värld
- 2023 – Ruby – Havsmonstret
- 2025 – The Threesome